# 宜蘭醫院老樹群
24°45′29″N 121°45′18″E / 24.758174°N 121.754965°E
宜蘭醫院老樹群，位於臺灣宜蘭縣宜蘭市陽明交通大學附設醫院新民院區，為羅大佑兒時嬉戲處與其歌曲《童年》背景，在2013年開闢吉祥路時以列文化景觀作保留。

## 歷史

### 《童年》背景

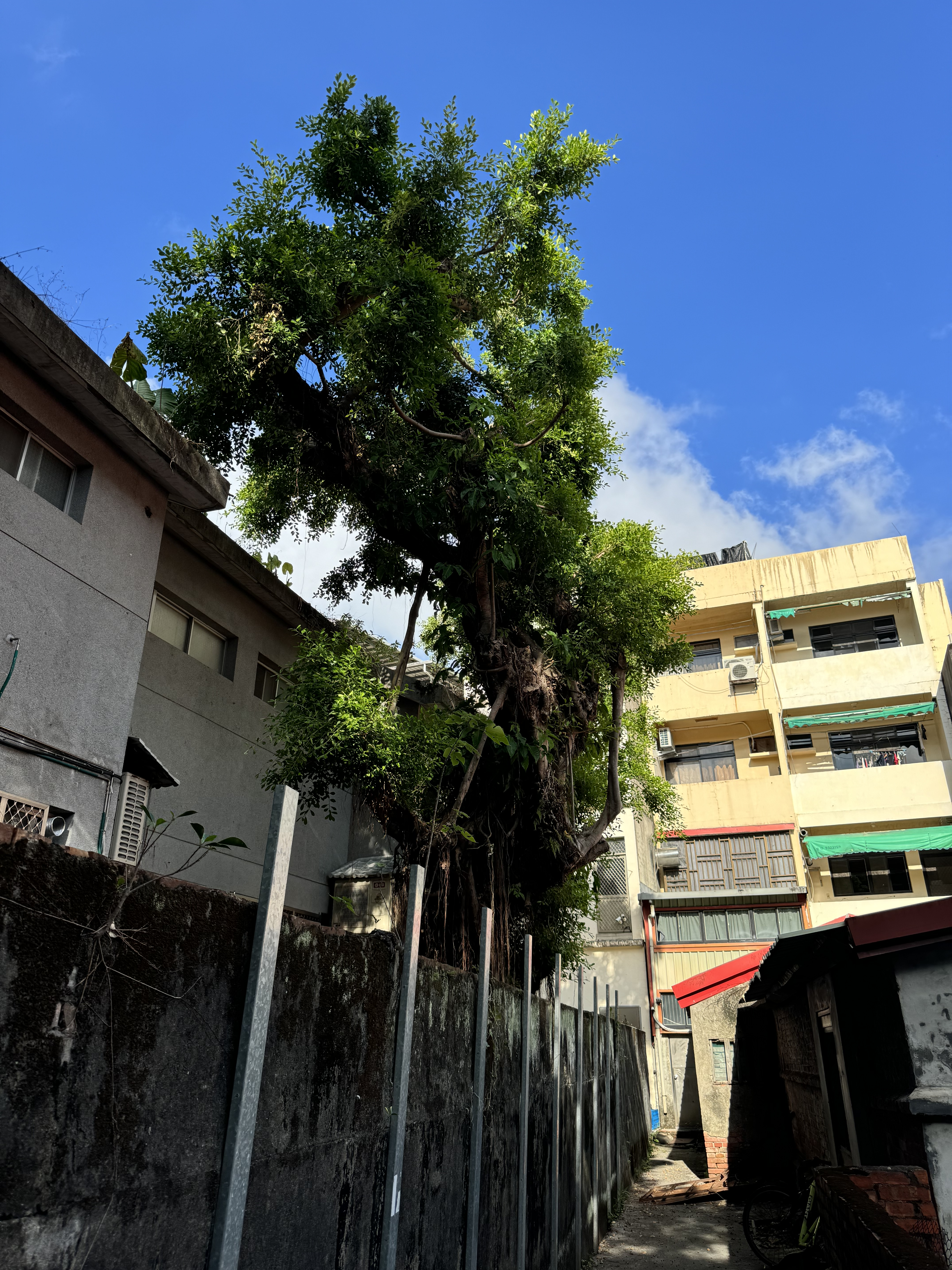
宜蘭醫院老榕樹

邱永聰在1951年到1961年擔任擔立宜蘭醫院（今陽明交通大學附設醫院新民院區）院長期間，網羅許多名醫師駐診。其中歌星羅大佑父親羅時熙是1957年到1960年間，在宜蘭醫院任內科主任。羅大佑4到6歲就住在宜蘭醫院左側宿舍，常與院長兒子邱文達等在宜蘭醫院巷口大榕樹玩樂。居民楊國銓回憶，此地原有許多樟樹，醫院擴建而失去大部份，僅11棵老樟樹留下。
1979年，臺灣正流行校園歌曲，時為中國醫藥學院七年級的羅大佑推出專輯《童年》。1981年夏，涂敏恆觀察到中華商場幾乎每一家唱片行在播放張艾嘉所翻唱的《童年》。歌詞「池塘邊的榕樹上，知了在聲聲叫著夏天…」，對邱文達與妻子康文娟親切，因場景正是他們兒時與羅大佑的回憶。

### 面臨移植

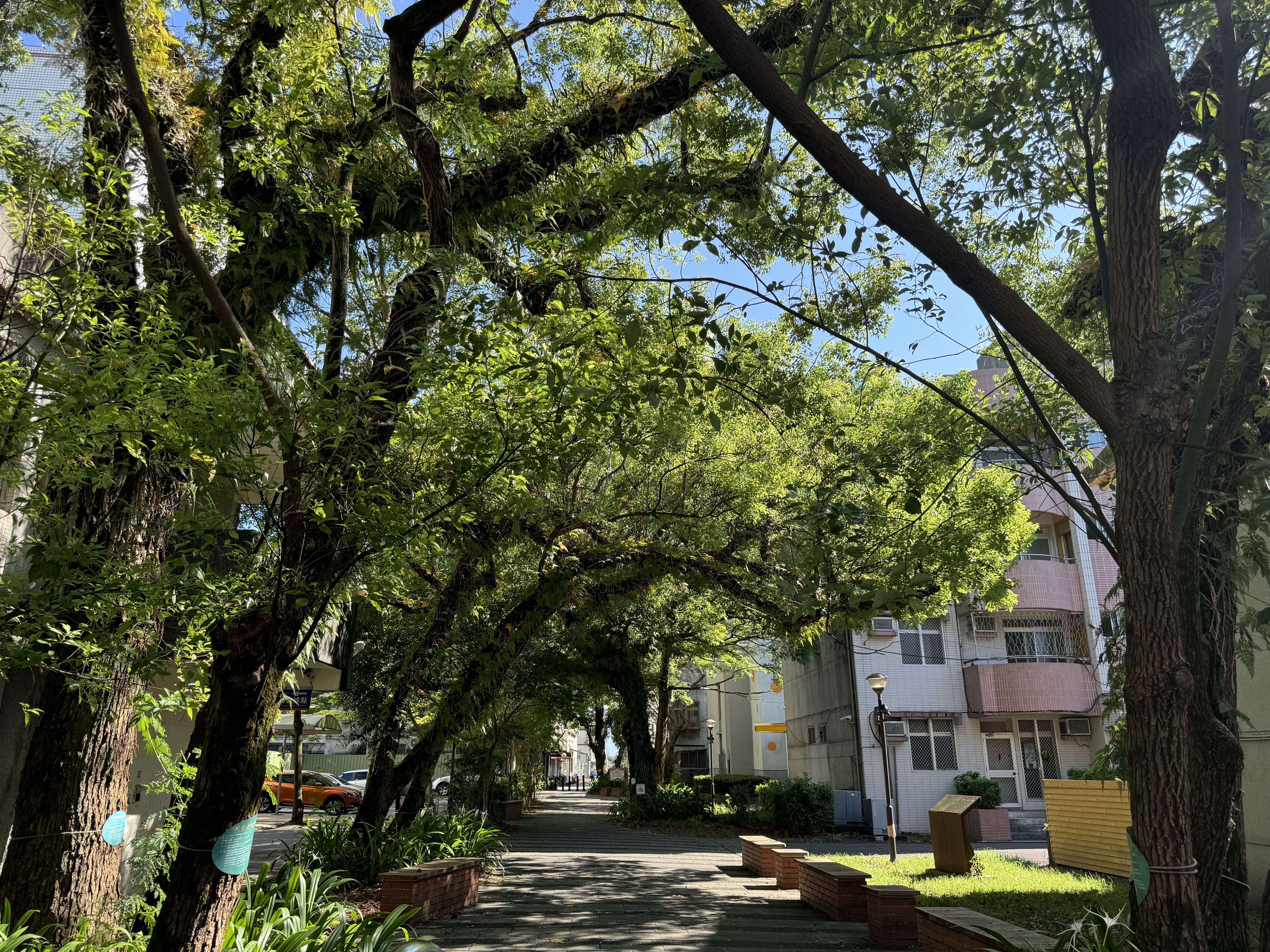
宜蘭醫院老樹群新民路端

2011年3月1日，宜蘭市長黃定和就職周年上，他宣布將繼續施作都市計畫92號道路。92號道路跨越宜蘭市菜園里、中正里、東門里，經力行街口、新興路口、幸福路口、舊城北路口、聖後街口、新民路口，共長670公尺。
為開闢92號道路，陽明大學附設醫院停車場的11棵樟樹、2棵椰子樹、1棵榕樹、1棵大葉欖仁計畫於2013年10月10日移植。該年9月24日，《聯合報》刊出作家吳敏顯呼籲原地保留樹群的〈群樹遺言〉，指說這樹群可追溯到噶瑪蘭廳廳署的庭樹。27日，建築師黃聲遠藉領取縣府公共工程優質獎之際，對縣長林聰賢為老樹請命。30日，縣議員江聰淵、縣議員賴瑞鼎、環保聯盟理事長張曜顯、宜蘭大學教授張智欽、森林系主任林子英、市民代表林志鴻到現場關切，以後壠仔茄苳公連建商都願意讓步作例。10月4日下午，縣府公告列管11棵樟樹為珍貴樹木後，市公所暫停施工。11月8日，縣府文化局會勘時，東門里長李茂庚表明反對保留，稱這些樹種植才約半世紀。19日，陽明大學附設醫院院史展上，宜蘭醫院護理部前主任李却娘帶來宜蘭醫院老樹群的舊照片，強調1946年她剛來時，樹群已長得相當高大，希望能保留。12月8日，護樹團體在宜蘭火車站前發表「我要大樹，不要馬路」的簽署，呼籲92號道路在該段改為行人徒步區。在宜蘭縣副縣長吳澤成與市公所溝通後，市公所於年末11日重申「尊重程序、依照法令執行」。
為支持樹群列為文化資產，楊國銓開始收集宜蘭舊城的史料，以1934年日治時期的古地圖為論述，作成圖表證明老樹與舊城的歷史關聯。2014年2月7日，文化景觀審查會議上，在醫院員工提出距今60多年的樹群舊照片等佐證下，獲12名專家學者通過列為文化景觀。2月20日，宜蘭縣文化局將裡面的榕樹增列入文化景觀保護。

### 場地改造

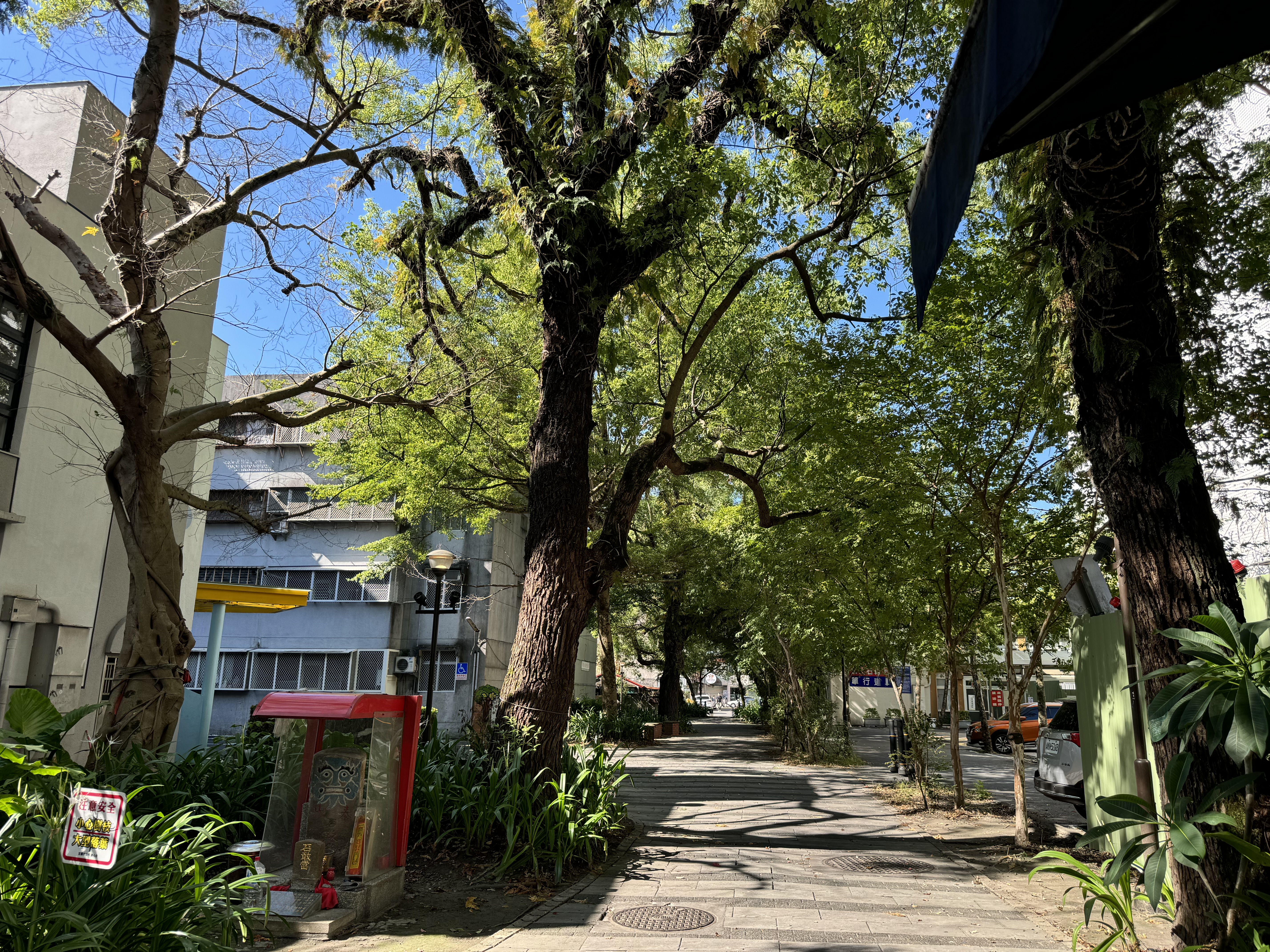
宜蘭醫院老樹群聖後路端

2014年4月1日，縣議員江聰淵、參選縣議員的張曜顯及余美雪聯合工務處及農業處會勘，要求汙水下水道工程更改排水管路徑，獲工務處下水道科讓步。5月28日，陽明大學附設醫院院長羅世薰、衛福部長邱文達參與解說牌掛牌儀式。6月13日，副縣長吳澤成主持協調會，決議樹群所在的新民路到聖後街路段160公尺長路段先開放行人通行。市公所為此設置150公分保護路緣而道路寬度縮減，基於安全考量，便不開放汽機車通行。6月27日傍晚，92號道路以「吉祥路」之名開通。7月1日，縣府工務處土木科長翁鄭啟志、縣環保聯盟理事長張曜顯等討論後，決定該路段禁停汽機車。
2015年12月24日，江聰淵就職宜蘭市長滿週年前夕，宣布當日到明年1月18日舉辦宜蘭醫院老樹群舉行廣場命名投票。總投票數1049票中，「陽明老樹廣場」之名獲266票，5月16日市長江聰淵舉辦揭牌儀式。
羅大佑於2020年7月17日重回宜蘭醫院老樹群，取景以作為8月29日在羅東鎮「初見童年」直播演唱的背景場景。

## 外部連結
- 搶救宜蘭陽明附醫老樹行動聯盟的Facebook專頁